# Urban (bryggeri)
 For alternative betydninger, se Urban. (Se også artikler, som begynder med Urban)
Urban – Aalborg Aktie-Bryggeri var et dansk bryggeri beliggende centralt i Aalborg. Det indgår i dag i Royal Unibrew A/S, men bryggeriet i Aalborg blev lukket i 1986.

## Urbans historie
Bryggeriet var oprindeligt to konkurrerende bryggerier: Hvidtølsbryggeriet Urban grundlagt i 1860 af Chr. W. Christensen og Bajerskølbryggeriet Limfjorden fra 1880. 
De blev begge placeret Ved Stranden ned til Limfjorden, centralt i Aalborg. Urban lå på Ved Stranden 11, lige ved Gaden, og Limfjorden lå på Ved Stranden 213.
Den 2. april 1889 opkøbte Limfjorden Urban, og derfra blev de drevet under ét, med navnet Aalborg Aktie-Bryggerier. De daværende rammer var utilstrækkelige, og derfor købte man i 1894 en grund ved Hobrovejen, hvor man med tysk bryggerekspertise opførte et nyt moderne bryggeri, der startede produktionen i 1897.
Årene der fulgte var gode og indbringende, men under 1. verdenskrig led bryggeriet ligesom andre bryggerier under svigtende salg og leverancer. Det lykkedes dog Urban at skabe en indtægt ved at tørre og lagre korn for staten. I 1940 overtog Urban bryggeriet Skandia (bryggeri) i Nørresundby, der herefter indgik i Aalborg Aktie-Bryggerier.
I 1976 blev Urban en del af Jyske Bryggerier, sammen med Ceres i Århus og Thor i Randers. Bryggeriet blev lukket i 1986 og lokalerne anvendes nu som kontorer under tilnavnet Urbanparken eller Erhvervscenter Urban. Urban er i dag en del af Royal Unibrew A/S (indtil 2005: Bryggerigruppen).

## Øl
Bryggeriets flagskib var længe Park Pilsner der kom på markedet i 1936. Den var brygget på vand fra Rebild Bakker. Dertil kom en række specialøl, deriblandt flere som henviste til de militære regimenter i eller omkring Aalborg Honnør for Nordjylland, F16 med henvisning til flyene F16 på Flyvestation Aalborg og Dronningens Livregiment opkaldt efter Dronningens Livregiment der havde til huse på Nørre Uttrup Kaserne. Det mest indbringende produkt Urban lavede, var ikke øl, men den mælkesyrnede mineralvand Chabeso.
Den Urban-øl der har sat sig de mest markante aftryk i historien er den mørke lakridsøl Limfjordsporter. Den blev i 1989 opkøbt af Thisted Bryghus, hvor brygmesteren Peter Klemensen (Klemmen), der sidst i 1970'erne havde arbejdet på Urban, bryggede videre på Limfjordsporteren indtil 1997, hvorefter han ikke mente, at den kunne forbedres yderligere.